# Exposição pop-up
Uma exibição pop-up é um evento de arte temporário, menos formal do que uma galeria ou museu, mas mais formal do que a exibição artística privada do trabalho. A ideia começou em 2007 na cidade de Nova Iorque, onde o espaço para exibição de trabalhos artísticos é muito limitado. Embora a ideia tenha se originado em Nova Iorque, exibições pop-up ocorrem em todo o mundo. Um exemplo recente é o Dismaland de Banksy, que funcionou de agosto a setembro de 2015.
O surgimento das exibições pop-ups proporcionou novas formas de alcançar a audiência e de apresentar ideias com criatividade e de um modo mais econômico. São exibições eficientes, de fácil localização e economicamente conveniente para os museus executarem.
Ainda que essas exibições possam atrair muitas pessoas, esse não foi seu intuito inicial. Os primeiros pop-ups visavam envolver a comunidade e promover o museu. O conceito inicial consistia em uma exibição temporária para que as pessoas visitassem e participassem trazendo algum objeto sobre o tema para compartilhar. Os participantes etiquetavam seus objetos e os deixavam expostos durante a exibição. Ao final da mesma, os objetos retornavam para seus donos.
As exibições eram montadas em lugares pouco comuns, como lavanderias, e tinha o objetivo de unir a comunidade por meio de histórias, de arte e de objetos.
As exibições pop-up geralmente permitem uma experiência mais envolvente para o visitante. Ao contrário da maioria dos museus tradicionais, algumas exibições pop-up incentivam o espectador a interagir com a obra de arte. Com essa interação, a exposição possibilita uma “curadoria pública”, em que a obra de arte às vezes depende da interação do usuário. Muitos pop-ups também têm como objetivo abrir conversas e discussões sobre questões sociais relevantes.[carece de fontes?]
As exposições pop-up permitem que o artista interaja com os espectadores de diferentes regiões do mundo e dá aos telespectadores a oportunidade de se envolver com a arte pessoalmente. As exposições pop-up são benéficas para o artista divulgar sua arte pelo mundo.
Nota-se, portanto, que as exposições pop-up podem acontecer a qualquer hora, em qualquer lugar e com qualquer comunidade. Baseado nesta ideia, o Museu de Arte e História de Santa Cruz (Santa Cruz Museum), localizado em Santa Cruz, na Califórnia, criou um kit gratuito e disponível na internet, que convida o público a compartilhar histórias pessoais por meio da exposição de seus objetos, contendo dicas e conselhos para a produção.
A reunião de pessoas para conversarem sobre seus objetos significativos, pode propiciar o envolvimento de umas com as outras, a ponto de criar relações íntimas e profundas. Nas exibições pop-up, a audiência está diretamente envolvida, de modo que o direcionamento é dado pela participação das pessoas. Este nível de participação facilita o desenvolvimento de parcerias mais profundas com determinadas comunidades.
Muito se questiona sobre as exposições pop-up serem consideradas uma forma de museu ou não. No entanto, estudiosos da área afirmam que aquelas geram discussões e reflexões sobre o que é exposto, ainda, se mostram mais convidativas e acessíveis a pessoas que não são frequentadoras de museus tradicionais. Dessa forma, leva-se a arte ao público, ao invés do contrário acontecer, sendo assim, como existe essa movimentação, pode-se ser considerado uma forma de museu.
A natureza temporária desses museus pop-ups muitas vezes cria um senso de urgência e exclusividade, incentivando as pessoas a visitá-los enquanto estão disponíveis. Eles também são uma maneira interessante de revitalizar espaços urbanos subutilizados e de democratizar o acesso à arte e à cultura, tornando-as mais acessíveis a uma variedade de públicos.  
A essência de um pop-up museum está em sua natureza transitória. Eles surgem, brilham por um breve momento e depois desaparecem, deixando para trás memórias e experiências que muitas vezes desafiam as expectativas dos visitantes. Sua natureza efêmera os torna intrigantes e emocionantes, como uma caixa de surpresas que nunca se sabe o que se encontrará.
Essas exibições se destacam pela sua criatividade e inovação. Elas oferecem uma plataforma para artistas emergentes, designers e curadores experimentarem novas ideias e conceitos, sem os compromissos de longo prazo associados aos museus convencionais. Isso leva a exposições e instalações que podem ser ousadas e provocativas.
No entanto, assim como rapidamente surgem, os pop-up museums também desaparecem, deixando para trás apenas memórias e talvez algumas fotografias. É essa fugacidade que os torna tão especiais. Eles nos lembram que a arte e a cultura são fluidas e dinâmicas, sempre mudando e se adaptando ao mundo ao nosso redor. Eles nos desafiam a explorar novas ideias e perspectivas, antes que desapareçam no vento da mudança.
No Brasil um exemplo notável de exibição pop-up é o "Museu Itinerante da Fotografia", que viaja por diferentes cidades brasileiras, levando exposições fotográficas de alta qualidade para públicos que podem não ter acesso a museus tradicionais. Essa iniciativa ajuda a democratizar o acesso à arte e à cultura, além de promover a apreciação da fotografia como forma de expressão artística.
Além disso, alguns eventos culturais, como festivais de música e arte de rua, estão incorporando elementos de pop-up museums em sua programação. Eles podem incluir instalações temporárias de arte, performances ao vivo e workshops interativos, transformando temporariamente espaços urbanos em galerias de arte improvisadas.
Com igual fluidez, a arquitetura pop-up não se limita a ser apenas uma moda momentânea, mas se transforma em um movimento que lembra a história e tradições da construção rápida e versátil, reinterpretando-as de maneira inventiva e tecnológica para o mundo contemporâneo. Sua origem remonta a estruturas temporárias presentes historicamente em festivais, feiras e eventos diversos. É interessante observar como este conceito de arquitetura pop-up evoluiu para incorporar a interatividade e, dessa forma, a arquitetura pop-up não apenas expande fronteiras ganhando visitantes, mas também enriquece a experiência cultural, ao se integrar de forma criativa ao cenário dos museus.
Os pop-ups museum, vêm ganhando popularidade e se mostrando eficaz em atrair novos públicos ao oferecer experiências interativas e temáticas únicas. Essa proposta, explora muitas vezes temas populares da cultura contemporânea, tornando-se mais acessível e atraente para diferentes grupos demográficos.
Sendo assim, as exposições pop-up são fundamentais para proporcionar acesso à arte a comunidades que, de outra forma, poderiam ser excluídas do contato com espaços tradicionais de museus. Elas têm como objetivo facilitar o acesso ao conhecimento, oferecendo espaços de acesso universal para a diversidade de públicos. É uma ferramenta importante para se trabalhar história e cultura, fazendo com que aja uma interação em seu povo e sua história. Desse modo surge um sentimento de pertencimento histórico. O compartilhamento na rede, a possibilidade de estar em qualquer lugar (virtualmente) traz mais aprendizados. Nessas comunicações em rede, as palavras compartilhar e organizar possibilitam o aprender e o prosperar coletivamente.

## Tecnologia e Interatividade Pop-up
O uso de tecnologias como realidade aumentada (AR) e realidade virtual (VR) tem transformado ainda mais as exposições pop-up em experiências altamente interativas. Exposições como a ‘Rain Room’, que usa sensores de movimento para criar uma simulação de chuva sem molhar os visitantes, são exemplos de como a tecnologia pode aprimorar a experiência do visitante.

### Rain Room
O "Rain Room" é uma instalação interativa desenvolvida pelo coletivo de arte multimídia Random International. Situada inicialmente no The Curve, no Barbican Centre - Londres, a instalação rapidamente se tornou uma das maiores atrações culturais da cidade. Longas filas de visitantes se formaram, com esperas de até três horas, para experimentar a sensação única de caminhar na chuva sem se molhar.
O que se tem é: Basicamente usando de um sistema avançado de sensores e mapeamento 3D, ainda um sofisticado jogo de luzes, a instalação despeja cerca de mil litros de água por minuto do teto, criando uma chuva contínua. No entanto, os sensores detectam a presença dos visitantes, permitindo que se movam pelo espaço sem serem atingidos pelas gotas d'água, proporcionando uma experiência quase milagrosa. Segundo o jornal "The Independent", a instalação faz a pessoa "se sentir um Deus".
Desenvolver a "Rain Room" foi um processo complexo que levou cerca de três anos, envolvendo a colaboração com especialistas em comportamento humano para criar uma obra holística e interativa. A água utilizada é completamente reciclada, alinhando-se com os princípios de sustentabilidade ecológica. A popularidade da "Rain Room" ilustra o potencial das exposições pop-up para integrar tecnologia e arte, oferecendo experiências inovadoras e inesquecíveis ao público. E isso também é arte, também é pop up, saliento e cito: "Não há no Pop Up um crivo ao qual o que esteja exposto deva obedecer. Narrar uma história de vida – ou um fragmento de história de vida – pode ser feito com a simples convicção do expositor de se o que diz é veraz e condizente com uma exposição coerente e pertinente do passado"
Outro lugar diverso que o trabalho educativo com museus chegou, foi a prisão.  Diversas iniciativas desenvolveram formalmente trabalhos com os privados de liberdade, com o intuito de tornar a prisão um ambiente de patrimônio e memórias, democratizando o museu, cujo destaque a memórias não oficiais, permitiu o exercício dos direitos humanos e direitos culturais de sujeitos de direito que são privados de liberdade, no qual, frequentemente são marginalizados pela história oficial e cultural oficial como são a maioria dos museus. Nesse sentido, o projeto utiliza como metodologia a museologia participativa, valoriza e destaca experiências, conhecimentos e interesses das comunidades, com o objetivo de que os cidadãos intervenham na construção do discurso. Assim, essa iniciativa do trabalho com museus em prisões, proporcionou a quebra de alguns preconceitos em torno às pessoas presas e colaborou com o processo de reintegração delas.